# زیگهارت روپ
زیگهارت روپ (به آلمانی: Sieghardt Rupp) (زاده ۱۴ ژوئن ۱۹۳۱-درگذشته ۲۰ ژوئیهٔ ۲۰۱۵) بازیگر اتریشی بود.
از فیلم‌های معروف او می‌توان به بازی در کشتی راهنما، همه خانم‌های قلعه این کار را خیلی دوست دارند، هوس‌ها، عطش شدید سه دختر سیری‌ناپذیر، هوس‌ها، عطش شدید سه دختر سیری‌ناپذیر و در میان کرکس‌ها اشاره کرد.